# قصعين أليف الجفاف
قصعين أليف الجفاف (الاسم العلمي:Salvia aridicola) هو نوع من النباتات يتبع جنس القصعين من الفصيلة الشفوية.